# Bruno Van Hollebeke

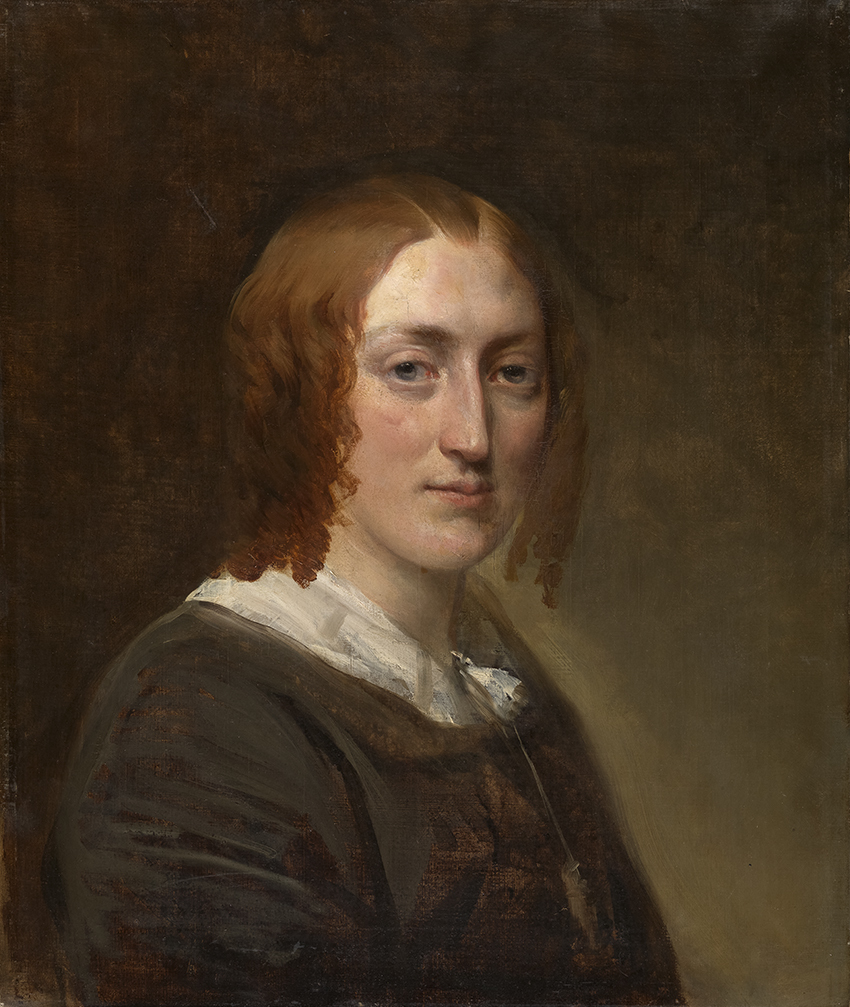
Portret van mevrouw Charles Van der Beeck-Bouvy, Groeningemuseum.

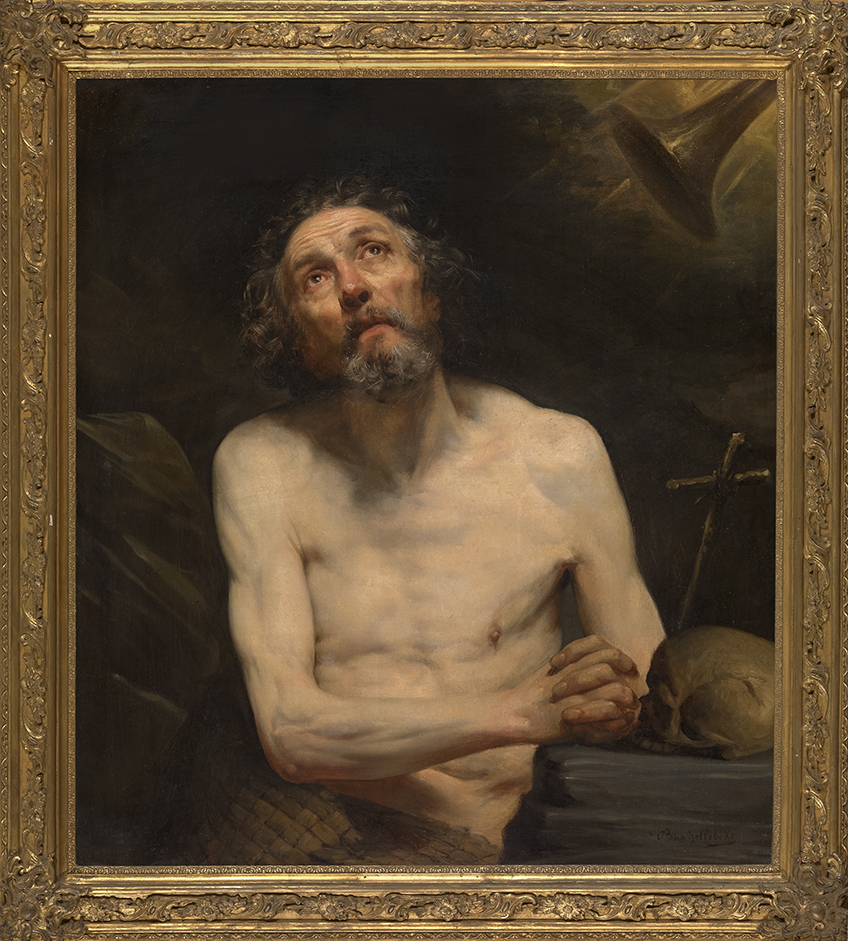
Heilige Hiëronymus, Groeningemuseum.

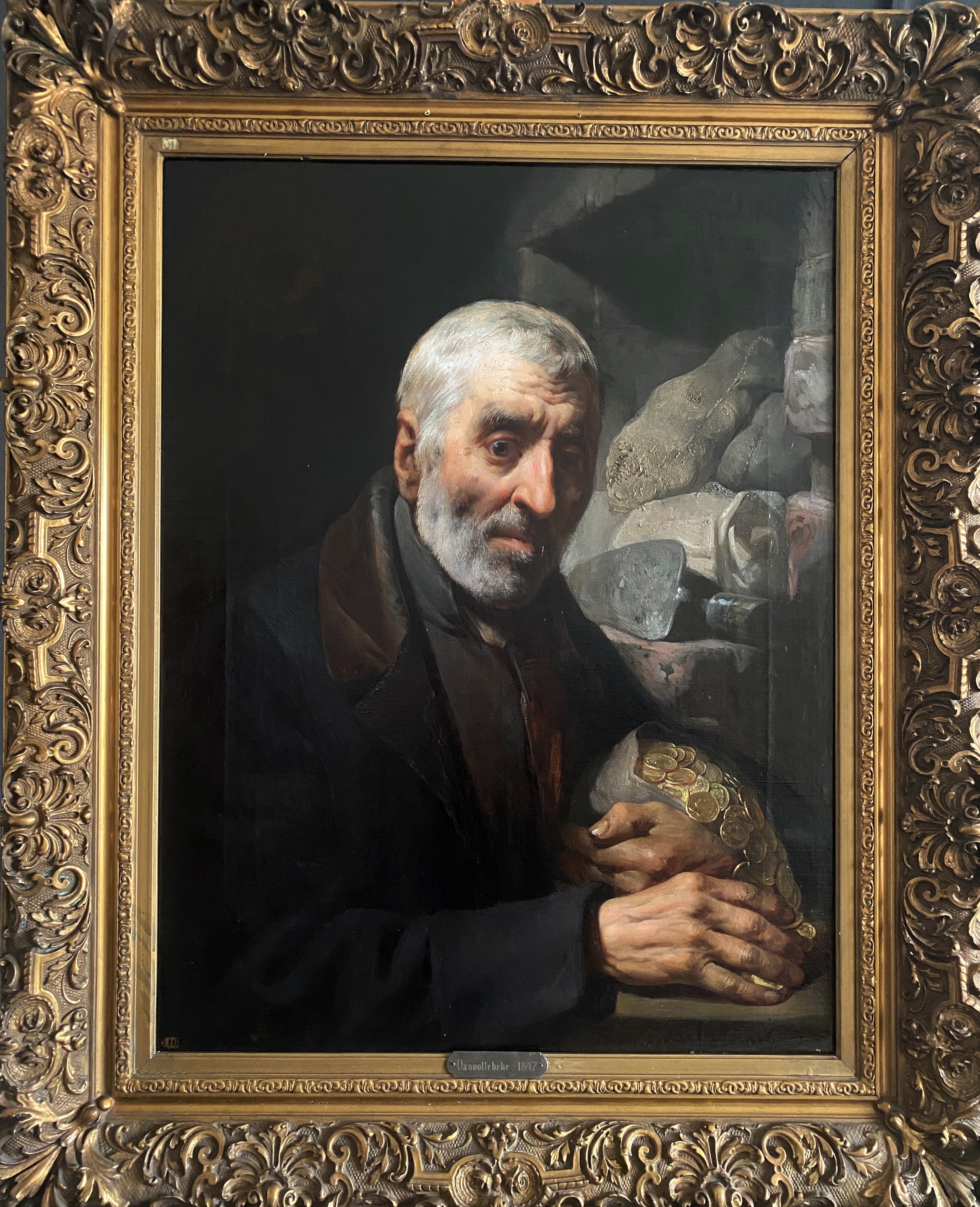
De Vrek' (the miser) 1847

Bruno Van Hollebeke (Brugge, 22 februari 1817 - Brussel, 26 januari 1892) was een Belgisch kunstschilder die behoorde tot de zogenaamde Brugse School.

## Levensloop
Van Hollebeke studeerde aan de academie in Brugge en daarna aan de academie in Antwerpen (bij Gustaaf Wappers en Jozef Dyckmans). Hij was gekend als schilder van historische taferelen, genrestukken en portretten.
Hij maakte de veertien staties van de kruisweg voor de Sint-Jakobskerk in Brugge en voor de parochiekerk van Sint-Laureins.
In 1885 verhuisde hij naar Brussel en hij overleed er.

## Musea
- Brugge, Groeningemuseum: portret van Mevr. Van der Beeck-Bovy
- Brugge, Sint-Jakobskerk: Kruisweg (1863)
- Kortrijk, Stedelijk Museum: Het gebed (1850)
- Brugge, Gemeentehuis Sint-Michiels: Rubens aan het sterfbed van Brueghel